# 巴沟路
39°58′22″N 116°17′20″E / 39.97289°N 116.28897°E
巴沟路是一条位于北京市海淀区的道路，东西走向。该路西起蓝靛厂北路，东至与万泉河路相交的稻香园桥，与海淀南路相连。全长1320米。建于1990年，12米至16宽。道路下方建有地铁10号线。